# Promacropoides
Promacropoides är ett släkte av skalbaggar. Promacropoides ingår i familjen Rutelidae.
Kladogram enligt Catalogue of Life:
| Promacropoides | \| \| Promacropoides bertrandi \| \| \| \| \| \| Promacropoides gloriagaitalis \| \| \| \| |
|                | \| \| Promacropoides bertrandi \| \| \| \| \| \| Promacropoides gloriagaitalis \| \| \| \| |
|                | Promacropoides bertrandi                                                                   |
|                |                                                                                            |
|                | Promacropoides gloriagaitalis                                                              |
|                |                                                                                            |